# DeJon Gomes
DeJon Gomes, detto D.J. (Hayward, 17 novembre 1989), è un giocatore di football americano statunitense che gioca nel ruolo di safety per i Washington Redskins della National Football League (NFL). Fu scelto nel corso del quinto giro (146º assoluto) del Draft NFL 2011 dai Redskins. Al college ha giocato a football all'Università del Nebraska-Lincoln.

## Carriera professionistica

### Washington Redskins

#### 2011
Gomes fu scelto dai Washington Redskins nel corso del quinto giro del Draft 2011. Fece il suo debutto nella settimana 1 contro i New York Giants. Partì per la prima volta come free safety titolare nella settimana 11 contro i Dallas Cowboys, mettendo a segno ben 14 tackle. Dopo che LaRon Landry fu inserito in lista infortunati, Gomes divenne la strong safety titolare per il resto della stagione. Il 24 dicembre 2011, durante una gara con i Minnesota Vikings, Gomes mise a segno un placcaggio su Adrian Peterson in cui il giocatore avversario si ruppe il legamento collaterale anteriore. Gomes terminò la stagione disputando 15 partite, 5 delle quali come titolare, facendo registrare 35 tackle e 2 passaggi deviati.

#### 2012
Nella vittoria nella prima gara della stagione sui New Orleans Saints, Gomes mise a segno un passaggio deviato e il primo intercetto in carriera ai danni di Drew Brees. Dopo la settimana 4 perse il posto di strong safety titolare in favore di Reed Doughty, posto che riconquistò dopo l'infortunio di Brandon Meriweather nella vittoria della settimana 12 sui Dallas Cowboys, dove recuperò un fumble forzato da Josh Wilson, mettendo a segno sei tackle. La seconda stagione di Gomes si concluse con 15 presenze (3 come titolare), 40 tackle, 1 intercetto e 4 passaggi deviati.

## Vittorie e premi
Nessuno

## Statistiche
| Partite totali      | 30  |
| Partite da titolare | 8   |
| Tackle              | 75  |
| Sack                | 0,0 |
| Intercetti          | 1   |

Statistiche aggiornate alla stagione 2012